# Gael Mulhall-Martin
Gael Patricia Mulhall, nata Martin (Melbourne, 27 agosto 1956), è un'ex pesista, discobola e powerlifter australiana, medaglia di bronzo alle Olimpiadi di Los Angeles 1984 nel getto del peso.
Nel 1981, è stata trovata positiva ad un test antidoping agli steroidi anabolizzanti. Sei anni dopo, nel 1987, ha confessato di aver usato sostanze dopanti durante tutta la sua carriera ed è stata definitivamente squalificata dalle competizioni.

## Palmarès
| Anno | Manifestazione          | Sede        | Evento           | Risultato | Misura  | Note              |
| ---- | ----------------------- | ----------- | ---------------- | --------- | ------- | ----------------- |
| 1978 | Giochi del Commonwealth | Edmonton    | Getto del peso   | Oro       | 17,31 m | Record dei Giochi |
| 1978 | Giochi del Commonwealth | Edmonton    | Lancio del disco | Argento   | 57,60 m |                   |
| 1980 | Olimpiadi               | Mosca       | Getto del peso   | 12ª       | 18,00 m |                   |
| 1980 | Olimpiadi               | Mosca       | Lancio del disco | 15ª       | 54,90 m |                   |
| 1982 | Giochi del Commonwealth | Brisbane    | Getto del peso   | Argento   | 17,68 m |                   |
| 1982 | Giochi del Commonwealth | Brisbane    | Lancio del disco | Argento   | 58,64 m |                   |
| 1983 | Mondiali                | Helsinki    | Getto del peso   | 11ª       | 17,79 m |                   |
| 1984 | Giochi olimpici         | Los Angeles | Getto del peso   | Bronzo    | 19,19 m |                   |
| 1984 | Giochi olimpici         | Los Angeles | Lancio del disco | 8ª        | 55,88 m |                   |
| 1985 | Mondiali indoor         | Parigi      | Getto del peso   | 7ª        | 16,71 m |                   |
| 1986 | Giochi del Commonwealth | Edimburgo   | Getto del peso   | Oro       | 19,00 m | Record dei Giochi |
| 1986 | Giochi del Commonwealth | Edimburgo   | Lancio del disco | Oro       | 56,42 m |                   |